# Kostel svatého Mikuláše (Nový Jičín)
Kostel svatého Mikuláše je pravděpodobně nejstarší katolický kostel ve čtvrti Žilina v Novém Jičíně. Původní kostel byl vybudován už na počátku 13. století. Nachází se na Beskydské ulici, na terase pravého břehu řeky Jičínky. Dříve zde byl hřbitov, jak dokládá nízká zídka kolem prostoru kostela a náhrobní kámen u jižní stěny kostela.

## Historie objektu

### 13. století
Filiální kostel sv. Mikuláše je s největší pravděpodobností nejstarším kostelem v okresu Nový Jičín. Před zděným kostelem zde byl dřevěný kostel, který v Žilině stál už od počátku 13. století. Počáteční tvar kostela byl velmi jednoduchý. Šlo o jednolodní sakrální stavbu s ustupujícím presbytářem, jenž byl již v počáteční fázi budováni kamenné stavby zaklenut. Loď byla podepřena opěráky. Dle otvorů ve zdivu byl strop lodi nejspíše dřevěný a oken bylo mnohem víc a byly mnohem užší (tvarem byla stejná jako nejvýchodnější okno jižního pohledu). Mezi zdivem presbytáře a opěráky je vidět zděná spára, z čehož by se dalo soudit, že presbytář v prvopočátku nepotřeboval podepření.

### 14. až 15. století
Další úpravy se uskutečnily během 14. století. Z nejspíše rovného závěru se budoval závěr polygonální a znovu se provádělo zaklenutí. Znaky ve svornících klenby jsou znaky donátorských rodů. První erb má v sobě zavinutou střelu, což je znakem pánů z Kravař, náležící nejspíše Vokovi III., druhý erb má v sobě hvězdu, což nejvíce odpovídá rodu Šternberků odkazující na manželku Voka III. Annu ze Šternberka. V trojbokém závěru se nacházela velká okna. Ve srovnání s dřívějším předpokládaným vzhledem stavby došlo k výraznému odhmotnění kostela.

### 16. až 17. století
Dle pozemkové knihy kostel dostal dřevěnou věž s měděnou střechou během 16. století. Zděná věž se budovala ve století sedmnáctém.
V roce 1612, za užívání kostela Luterány, byla loď rozšířena západním směrem ze čtvercového půdorysu o 5 a půl sáhu (cca 9,8 m) na obdélný.
V druhé polovině 17. století došlo k renovaci kostelní věže a k vyměnění šindelové střešní krytiny.

### 18. až 19. století
V roce 1756 došlo k restaurování kostelní věže, vymalování kostela a vytvoření tří oken, z toho dvou v presbytáři a jednoho v sakristii. Později byla okna presbytáře opět zazděna z důvodu přemístění barokního oltáře ze Španělské kaple z Nového Jičína.
V roce 1771 byla vybudována dřevěná hudební kruchta bez varhan.
V roce 1787 byla nanovo pokryta střecha šindeli a byla položena dřevěná podlaha do sakristie.

### 20. století
V roce 1802 bylo vytvořeno nové okno, nejspíše se jedná o kruhové okno na jižní straně západního průčelí.
V roce 1820 přibyly do kostela nové varhany od Sebastiana Staudingera z Andělské hory. Také je předpokládána úprava kruchty.
Roku 1840 byl postaven nový sanktusník.
V 19. století byl zazděn jižní vchod do kostela a zdvojena severní stěna sakristie.
V roce 1916 byly odinstalovány a odvezeny dva zvony k válečným účelům. V roce 1920 byl zakoupen nový zvon.

## Rozbor objektu

### Exteriér

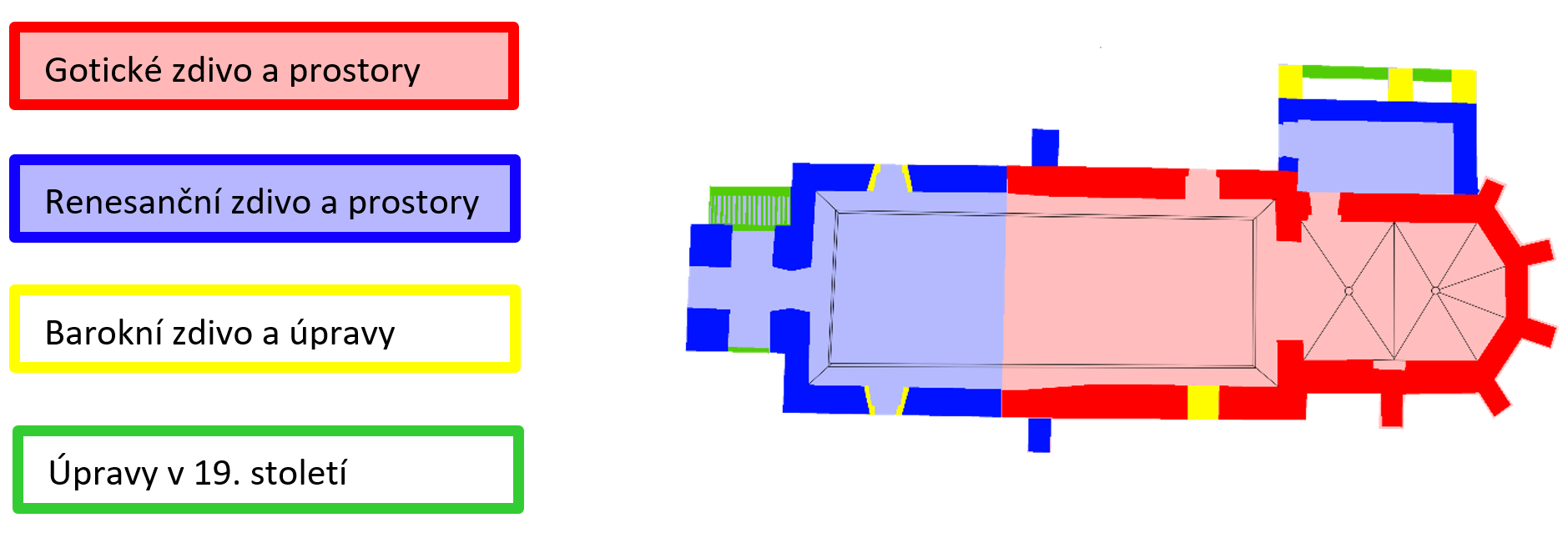
Hmotový půdorys kostela

Kostel je jednolodní stavba. Na východní konec lodi navazuje polygonální presbytář a ze severu se k němu připojuje sakristie. Západnímu průčelí dominuje věž čtvercového půdorysu.
Zdi lodi i presbytáře jsou ze dvou třetin podepřeny venkovním nosným systémem opěráků s kamenným soklem a pálenými glazovanými taškami.
Střecha kostela je sedlová s polygonálním zakončením a měděným sanktusníkem nad presbytářem. Střecha je kryta pálenými taškami a cibulovitá střecha věže je oplechovaná s tmavým nátěrem. Pod střechou probíhá korunní římsa. Fasáda je po nedávné opravě překryta novodobými hladkými omítkami v barvě světlého okru. Věž je členěna kamennými římsami na nestejně velká patra.

#### Západní průčelí
Vstupní portál se nachází ve stěně věže a je tvaru lomeného oblouku bez profilovaného ostění. K severní straně věže přiléhá obdélníkový schodišťový přístavek s pultovou střechou orientovanou na západ. Zpřístupňuje kruchtu, věž a krov.
Kruchta je přirozeně osvětlena díky kruhovému oknu s mříží na pravé straně západního průčelí. Jsou na ní umístěny varhany, za nimiž je vstup do věže. Z prvního patra věže se můžeme dřevěnými dveřmi s cihelným ostěním dostat do krovu kostela.

#### Jižní průčelí
Jižní stěnu lodi dělí opěrák na přibližně stejné části. V každé části nalezneme dvě okna s lomeným zaklenutím. Východně od opěráku se nachází náhrobník s vimperkem. Mezi dvěma východnějšími okny se nachází kamenné ostění již zazděného portálu tvaru lomeného oblouku. I přes značné poškození jde vidět, že profilace oblouku je tvořena jedním výžlabkem a jedním obloukem. Pod nejzápadnějším oknem je pravoúhlé okno osvětlující prostor pod kruchtou.

#### Východní průčelí
Presbytář je zakončen třemi částmi osmiúhelníku. Ve dvou ze tří částí presbytáře se nacházela okna, která byla při umístění rozměrnějšího oltáře zazděna. V jižním průčelí presbytáře se nachází dvě okna se zaklenutím ostění do tvaru zploštělého oblouku. Každé nároží je zvenku podepřeno opěrákem. Kolem závěru presbytáře se po venkovní fasádě těsně nad zemí táhne kamenná římsa.

#### Severní průčelí
K severní straně presbytáře je připojena sakristie obdélníkového půdorysu, je kryta pultovou střechou a severní stěna je zdvojena (mezi vnitřní a vnější stěnou je dutina a pozůstatky opěráků). Severní zeď byla nejprve podepřena opěráky, ale později byla dozděna na tloušťku opěráků.
Severní zeď lodi kostela je stejně jako jižní přibližně v půlce rozdělena opěrákem. Západně od opěráku se nachází dvě lomená okna. Východně od opěráku se nachází starý vchod do kostela tvaru lomeného portálu. Historická hodnota vchodu je znehodnocena plechovými dveřmi a plechovým přístřeškem. Pod nejvýchodnějším oknem se nachází pravoúhlé okno osvětlující prostor pod kruchtou.

### Interiér

#### Vstupní předsíň
Pod věží se nachází vstupní předsíň s valenou klenbou. Ta je od lodi kostela oddělena masivními dřevěnými dveřmi tvaru lomeného oblouku s ostěním tvaru zploštělého oblouku. Od venkovního prostoru je předsíň oddělena modernější ocelovou mříží. Na severní i jižní stěně se nachází dvě niky s lomeným obloukem. Jsou to pozůstatky bočních vchodů do předsíně.

#### Loď kostela
Prostor lodi kostela je plochostropý, s velmi výrazným fabionem (výška fabionu je 610 mm) jenž je na obou koncích vymezen římsami. Kdysi byl strop lodi ozdoben malbou, z malby zbyl jen pás vegetabilních rozvilin akantových listů. Stěny jsou mezi okny rozděleny hranatými pilastry dórského stylu, které začínají patkou v římse obepínající loď kostela ve výšce zábradlí kruchty a pozvolna prochází skrz římsu fabionu a plynule se do něj zapouští.
Kruchta je obdélníkového půdorysu, dřevěné zábradlí napodobující červený a šedý mramor je zpracováno formou slepé arkády. Prostor pod kruchtou je severním a jižním pravoúhlým oknem s ostěním zaklenutým do zploštělého oblouku.
Loď je prosvětlena z evangelijní strany (z levé, ze severu) dvěma a z epištolní strany (z pravé, z jihu) čtyřmi okny.
Na evangelijní straně lodi je dřevěná kazatelna upravena stejně jako zábradlí kruchty do podoby slepé arkády z šedého a červeného mramoru. Na vnější straně nároží zábradlí polygonové kazatelny se nachází miniaturní sloupy iónského řádu na volutových konzolích.

#### Presbytář
Loď kostela a presbytář dělí od sebe mohutný lomený oblouk. Ze strany lodi má oblouk od výšky zhruba dvou metrů zkosenou hranu.
Presbytář má nad sebou jedno pole křížové klenby a pětiboký závěr odpovídající zakončení presbytáře na 3 zalomené části s paprsčitou klenbou. Ve vrcholcích kleneb jsou svorníky s erby. Žebra klenby mají hruškovitý profil a nejsou podepřena konzolami ani hlavicemi sloupů. Osvětlení prostoru zajišťují dvě okna z jižní strany s obloukovým zaklenutím. V jižní stěně pod okny je hluboká segmentem klenutá nika s okosenou hranou a obloukem uprostřed této vzniklé plochy. Severně od presbytáře se nachází obdélníková sakristie s valenou klenbou.

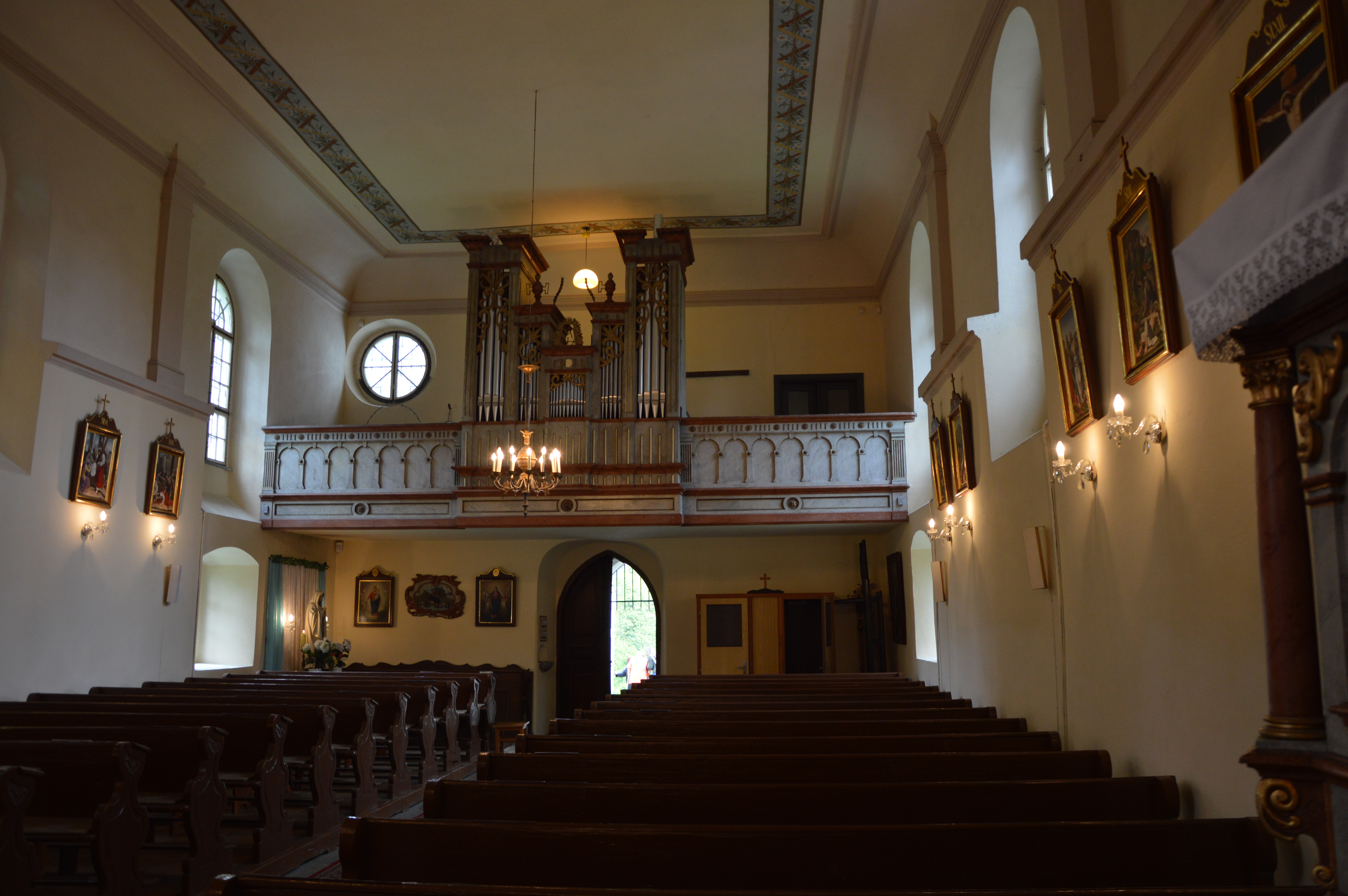
Pohled z lodi na kruchtu
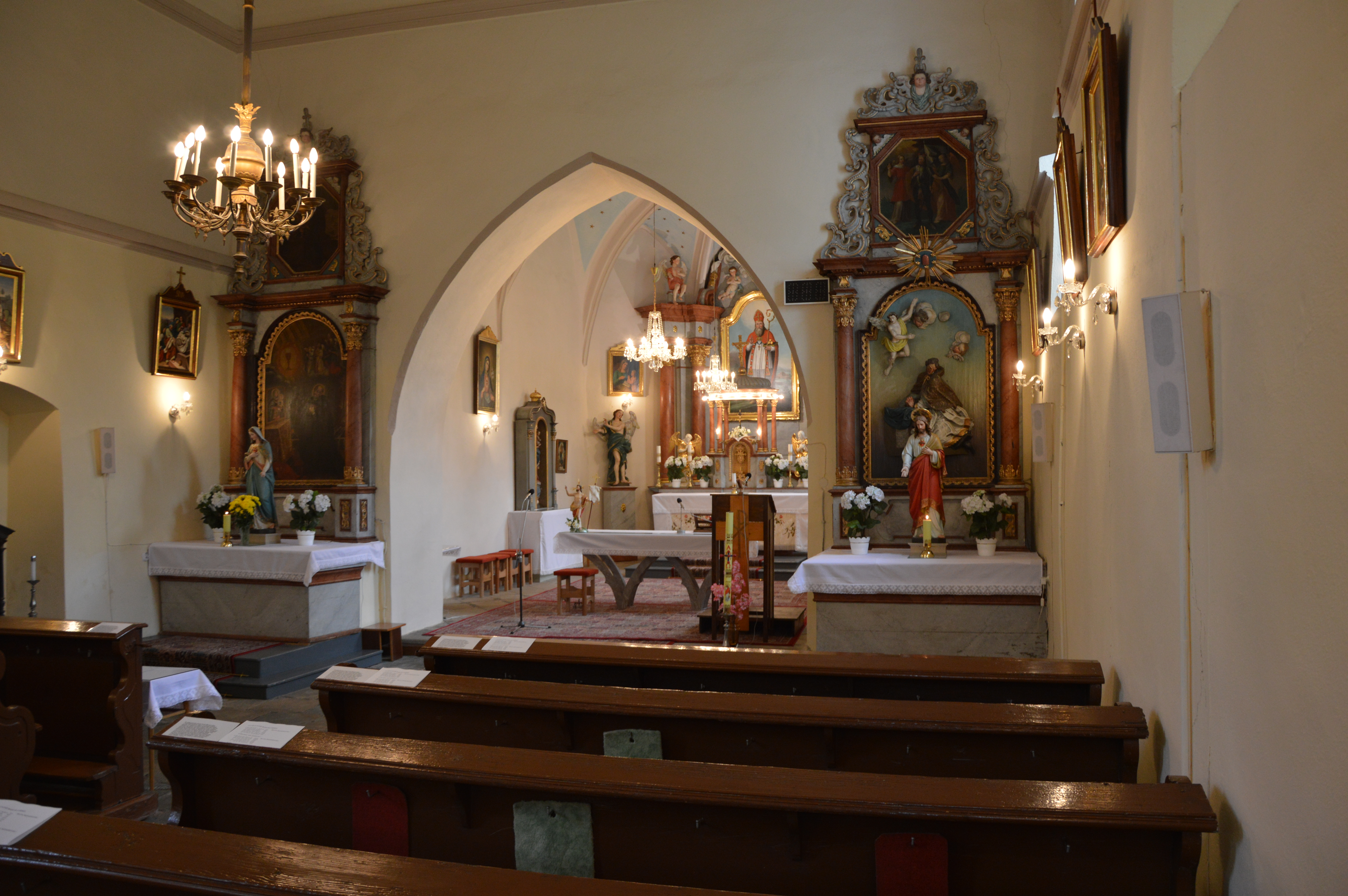
Pohled z lodě do presbytáře
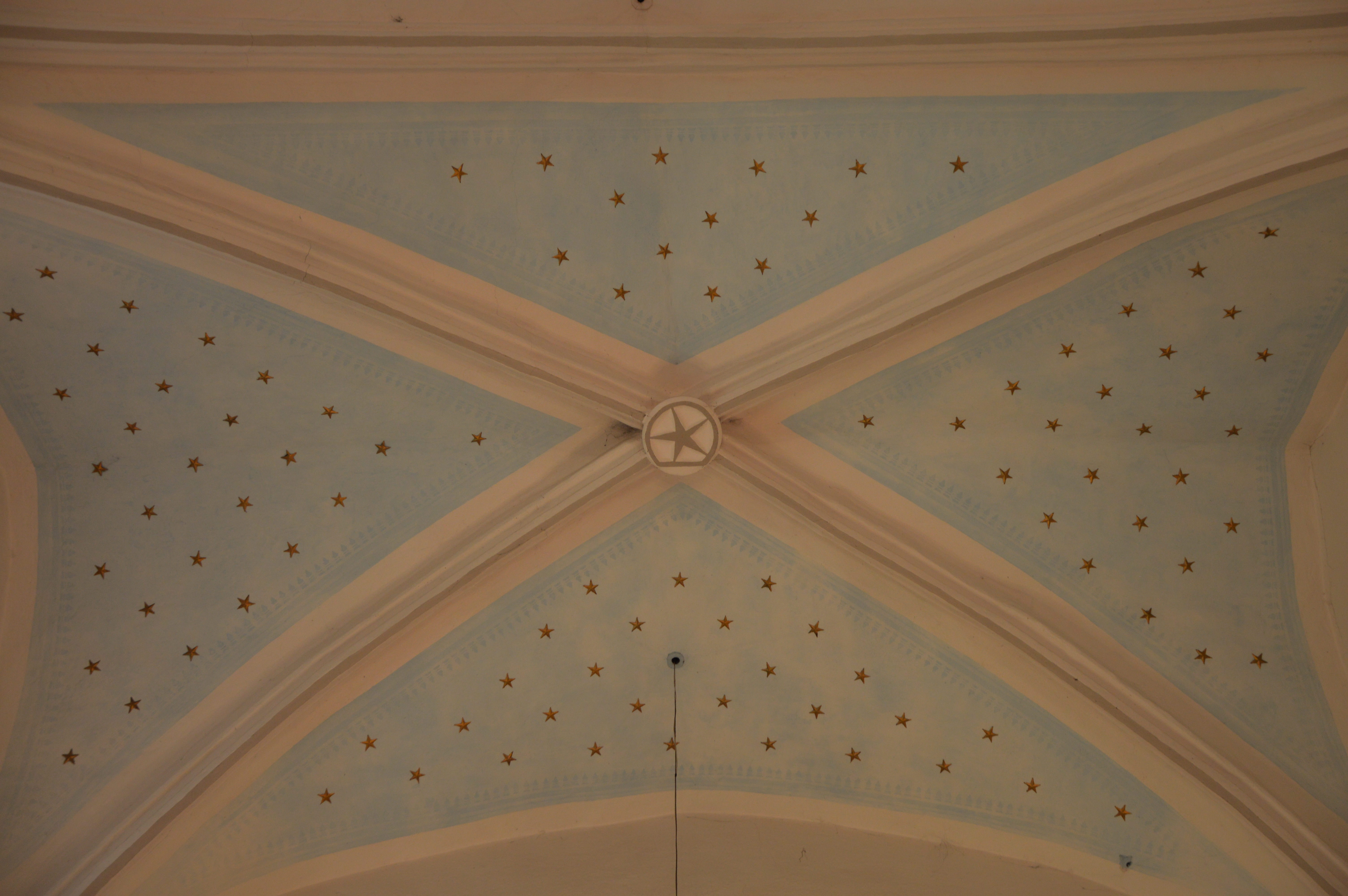
Žebrová klenba s erbem rodu Šternberků
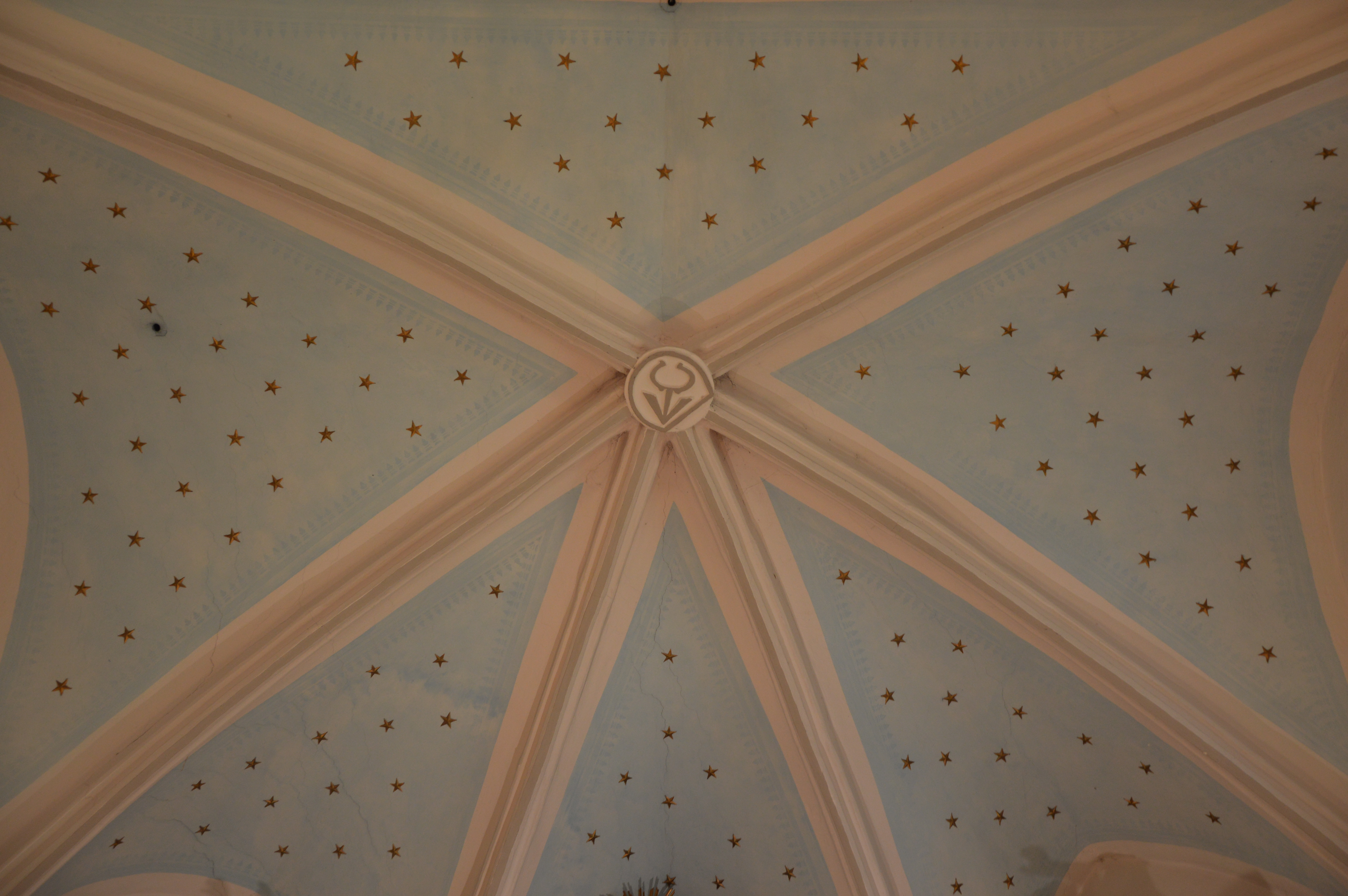
Klenba s erbem rodu Pánů z Kravař

## Zajímavost
Novojičínský kostel je od Žilinského vzdálený pouhých 1500 m a vzdušnou čarou 1200 m. Důvodem tak blízkého založení je vzdálenost do kostela Nanebevzetí Panny Marie z horního konce Žiliny, která činí 4 km.